# (38052) 1998 XA7
1998 XA7 (asteroide 38052) é um asteroide troiano de Júpiter. Possui uma excentricidade de 0.03661230 e uma inclinação de 1.80806º.
Este asteroide foi descoberto no dia 8 de dezembro de 1998 por Spacewatch em Kitt Peak.